# Harzé
Harzé is een deelgemeente van de Belgische gemeente Aywaille in de provincie Luik en was tot 1 januari 1977 een zelfstandige gemeente.

## Demografische ontwikkeling
- Bronnen:NIS, Opm:1831 tot en met 1970=volkstellingen, 1976= inwoneraantal op 31 december

## Bezienswaardigheden

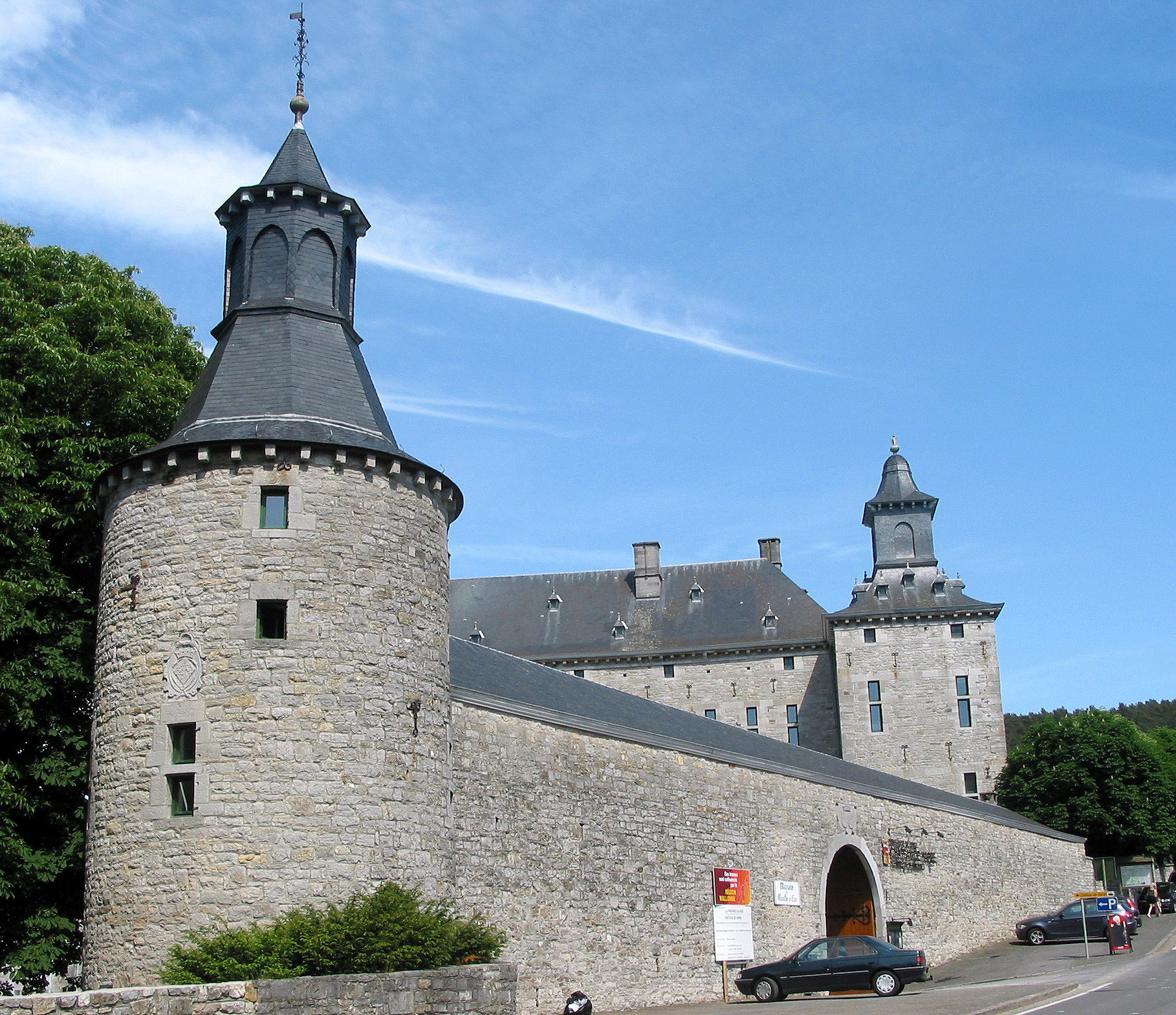
Het kasteel (XIVe eeuw).

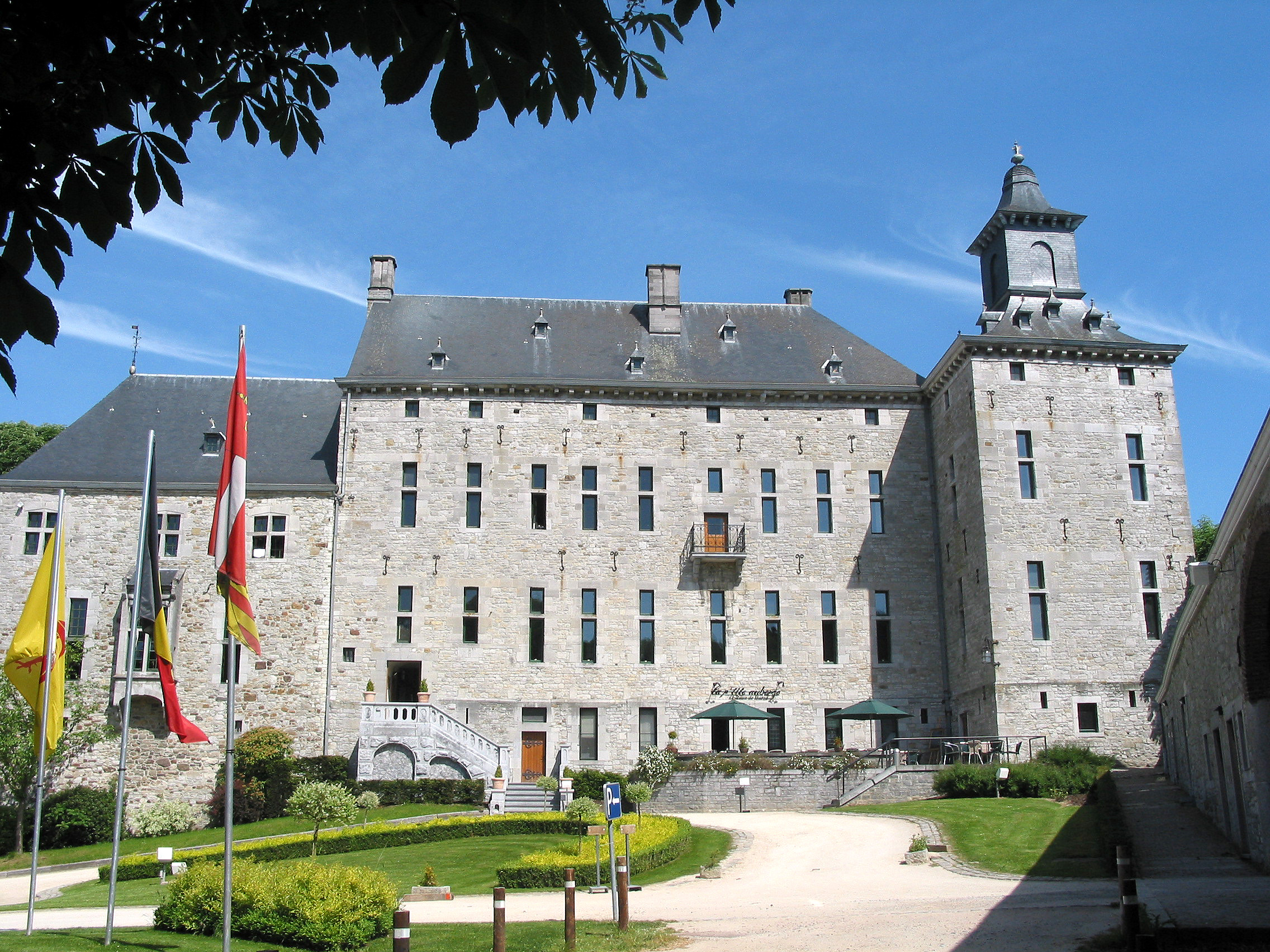
Het voorplein van het kasteel.

- Het kasteel van Harzé

## Verkeer en vervoer

### Wegen en snelwegen
Verschillende gewestwegen doen de gemeente aan. Dit zijn:
- N30: Luik - Aywaille - Houffalize - Bastenaken
- N30b: De verbindingsweg tussen de N30 en de A26.